# Urochloa glumaris
Urochloa glumaris là một loài thực vật có hoa trong họ Hòa thảo. Loài này được (Trin.) Veldkamp miêu tả khoa học đầu tiên năm 1996.